# Цалка, Дан
Дан Цалка (ивр. דן צלקה‎; 19 марта 1936, Варшава, Польша — 15 июня 2005, Тель-Авив, Израиль) — израильский писатель, поэт, драматург и переводчик. Писал на иврите.
Произведения Цалки переведены на английский, французский, немецкий, испанский, арабский и другие языки. 
На протяжении своей творческой карьеры Цалка многократно удостаивался различных литературных премий: премии Бренера (1976), нескольких творческих премий (1972, 1991, 1999), премии Альтермана за роман «Тысяча сердец» (1992), премии Союза писателей за книгу «Облака» (1994), премии Союза писателей «Дело жизни» (2000) и, наконец, премии Сапира за книгу «Букварь», опубликованную в 2004 году и представляющую собой своеобразную автобиографию, написанную в форме букваря.

## Биография
Родился 19 марта 1936 года в городе Варшава, в Польше. Отец — уроженец Польши, мать — из России (Подмосковье).
В годы Второй мировой войны Цалка был в Советском Союзе, сначала — на Украине, а затем в эвакуации в Сибири и Казахстане. В 1946 г. семья вернулась в Варшаву. Цалка изучал философию и литературу в гимназии и в университете. В 1957 г. репатриировался в Израиль, где продолжил изучение философии и истории в Тель-Авивском университете (1960-61), жил в киббуце, служил в Армии обороны Израиля. В 1962-63 гг. изучал французскую литературу в университете Гренобля. На протяжении своей творческой карьеры жил в Израиле. 
Скончался 15 июня 2005 года от рака.

## Издания на русском языке
В 2004 году был издан авторский сборник рассказов Дана Цалки "На пути в Халеб" издательством "Мосты культуры / Гешарим". На пути в Халеб. - один из рассказов этого сборника, в нем рассказывается о странствиях персидского поэта-моралиста Саади. 
В интернете присутствуют переводы на русский язык некоторых рассказов и отрывков из различных произведений Дана Цалки. 
- Взгляд, или столетие со дня смерти Пушкина - рассказ о новоселье у некого Димы Шпигеля, к которому в гости пришел Шауль Черниховский.
- Дан Цалка: Библейский зоосад, Глава из книги «Тысяча сердец»

Существует также Статья, посвященная Дану Цалке, написанная Зоей Копельман, которая лично общалась с автором.